# Сажина Неллі Миколаївна
Неллі Миколаївна Сажина (23 січня 1938, Сатка, Челябінської області — 4 березня 1996, Кишинів, Молдова) — молдовська радянська художниця, майстриня монументальної та станкової кераміки.

## Біографія
У 1946 році Неллі Сажина переїхала з батьками до Кишинева. З 1960 по 1966 роки навчалася в Ленінградському вищому художньо-промисловому училищі імені В. І. Мухіної на кафедрі кераміки і скла у професорів В. Ф. Маркова та В. С. Васильківського. 
З 1967 року працювала в Художньому фонді Молдавської РСР. З 1969 року член Спілки Художників СРСР. У 1967—1995 роках брала участь у республіканських, всесоюзних і зарубіжних виставках. 
Неллі Сажина трагічно загинула у березні 1996 року.

## Монументальна кераміка
- «Музи» (архітектор А. Горщиков, шість фігур, висота — 220 см) — Молдавський державний театр опери та балету, фоє. Кишинів. 1980 р.;
- «Фізика» (арх. В. П. Меднек, 400×300 см) — Головний корпус Академії наук Молдавської РСР. Кишинів. 1982 р.;
- «Білий букет-1», «Білий букет-2» (арх. Н. Загорецька, 500×270 см) — Національний палац дружби, фоє. Кишинів. 1984 р.;
- «Древо життя» (арх. Н. Ященко, 500×250 см) — Палац одружень, ритуальний зал. Кишинів. 1986 р.;
- «Біоніка-1»(емблема), «Біоніка-2», 210 x 210 см (екстер'єр), 500×250 см (інтер'єр) — Інститут генетики Академії наук Молдавської РСР (корпус «Біотрон»). Кишинів. 1987 р.;
- «Квіти» (арх. Ю. Туманян, шість декоративних панно, 150×100 см) — Резиденція президента Республіки Молдова, фоє. Кишинів. 1989 р.;

## Учасниця міжнародних конкурсів і симпозіумів по кераміці
- 1974 — II Інтерсимпозіум з кераміки — Вільнюс, Литва;
- 1978 — VI Міжнародний конкурс з кераміки (бієнале) — Валлорис, Франція;
- 1983 — XLI Міжнародний конкурс з кераміки — Фаенца, Італія;
- 1986 — XII Інтерсимпозіум з кераміки — Бехін, Чехія;
- 1987 — XLV Міжнародний конкурс з кераміки — Фаенца, Італія;
- 1988 — XI Міжнародний конкурс з кераміки (бієнале) — Валлоріс, Франція;
- 1989 — XLVI Міжнародний конкурс з кераміки — Фаенца, Італія.

## Роботи
|                                                                          |
| Муза з віолончеллю. Молдовський державний театр опери та балету. 1980 р. |

|                                                               |  |
| Древо життя. Палац одружень, ритуальний зал. Кишинів. 1986 р. |  |